# Веслі Снайпс
Ве́слі Трент Снайпс (англ. Wesley Trent Snipes; нар. 31 липня 1962, Орландо, Флорида, США) — американський актор, продюсер, майстер бойових мистецтв. Відомий виконанням ролі Блейда у трилогії: «Блейд» (1998), «Блейд II» (2002), «Блейд: Трійця» (2004).

## Біографія

### Раннє життя
Народився 31 липня 1962 року у місті Орландо, штат Флорида, США. Його батько — авіаінженер, мати  — Меріан (англ. Marian), помічник учителя. Виріс у Бронксі штат Нью-Йорк, де він дуже рано зрозумів, що хоче стати актором. Ходив до Вищої школи Манхетена (англ. Manhattan High School) на курси акторів.
Проте ще до того, як він закінчив школу, вони разом із матір'ю переїхали назад у Флориду. Там він закінчив школу та поступив у Нью-Йоркський Державний Університет (англ. State University of New York) і почав займатися своєю акторською кар'єрою.

### Кар'єра
Після закінчення вищої школи Флориди, Снайпс з'являвся у місцевих театрах та регіональних продакшинах. Там його 1986 року побачив агент та запропонував Веслі його першу кінороль — у фільмі Дикі кішки. 1991 року він зіграв у фільмі Нью-Джек сіті, у 1992 року  — у фільмі Пасажир 57

### Особисте життя
Коли Веслі Снайпсу ще не було двох років його батьки розлучилися. Він найстарший із шести дітей у сім'ї. У період з 1985 по 1990 роки був одружений із Ейпріл Дубуа (англ. April DuBois), у цьому шлюбі він має одну дитину. У 2003 році Веслі одружився із Накаянґ «Нікі» Парк (англ. Nakyung (Nikki) Park), у них четверо дітей.

### Ув'язнення
12 жовтня 2006 року Снайпса звинуватили в податкових махінаціях і заарештували згодом у Флориді 8 грудня 2006 року. Йому загрожував 16-річний термін ув'язнення, але 24 квітня 2008 його було засуджено на три роки позбавлення волі. Однак він вийшов на волю під заставу, а потім взагалі його вирок було оскаржено. 16 липня 2010 року було оскаржено вже скасування вироку і 1 грудня 2010 року суддя вирішив, що Снайпс має повернутися до в'язниці з 9 грудня 2010 року. 6 квітня 2013 року був передчасно звільнений з відбування свого терміну в федеральній тюрмі Маккін в Пенсильванії, де мав перебувати до 19 липня 2013 року. Цікаво, що визволення з в'язниці відбулося напередодні американського Дня платників податків[джерело?].

## Фільмографія

### 1980-ті
- 1986 — Дикі кішки / Wildcats
- 1986 — Вулиці з золота / Streets Of Gold
- 1986 — Поліція Маямі /Miami Vice 3 сезон 10 серія Streetwise
- 1987 — В'єтнамська історія 2 / Vietnam War Story II
- 1987 — Bad, музичний кліп на іменну пісню Майкла Джексона
- 1988 — Критичний стан / Critical Condition
- 1989 — Вища ліга / Major League

### 1990-ті
- 1990 — Король Нью-Йорка / King of New York
- 1990 — Блюз про краще життя / Mo' Better Blues
- 1991 — Нью-Джек-Сіті / New Jack City
- 1991 — Танець на воді / The Waterdance
- 1991 — Тропічна лихоманка / Jungle Fever
- 1992 — Білі люди не вміють стрибати / White Men Can't Jump
- 1992 — Точка кипіння / Boiling Point
- 1992 — Пасажир 57 / Passenger 57
- 1993 — Сонце, що сходить / Rising Sun
- 1993 — Руйнівник / Demolition Man
- 1993 — Шугар Хілл / Sugar Hill
- 1994 — Зона висадки / Drop Zone
- 1995 — Вонг фу / To Wong Foo — Thanks For Everything…
- 1995 — Грошовий поїзд / Money Train
- 1996 — Фанат / The Fan
- 1996 — Чекаючи перепочинку / Waiting to Exhale
- 1996 — Американська мрія / America's Dream
- 1997 — Побачення на одну ніч / One night stand
- 1997 — Вбивство у Білому домі / Murder at 1600
- 1998 — Блейд / Blade
- 1998 — Слуги закону / U.S. Marshals
- 1998 — Повернення до витоків / Down in the Delta
- 1998 — Спорт майбутнього / Futuresport
- 1999 — Бий в кістку / Play It to the Bone

### 2000-ні
- 2000 — Мистецтво війни / The Art of War
- 2000 — Зникаючий /Disappearing Acts
- 2002 — Під прицілом / Liberty Stands Still
- 2002 — Зіг-Заг / ZigZag
- 2002 — Блейд 2 / Blade II
- 2002 — Обговоренню не підлягає / Undisputed
- 2004 — Дев'ять життів / Unstoppable
- 2004 — Блейд 3: Трійця / Blade: Trinity
- 2005 — 7 секунд / 7 Seconds
- 2005 — Навідник / The Marksman
- 2005 — Хаос / Chaos
- 2006 — Важкий випадок / Hard Luck
- 2006 — Детонатор / The Detonator
- 2007 — Стрілець / The Contractor
- 2008 — Мистецтво війни 2 / The Art of War II: Betrayal
- 2009 — Бруклінські копи / Brooklyn's Finest

### 2010-ті
- 2010 — Ігри зі Смертю[en] / Game Of Death
- 2013 — Висельники[en] / Gallowwalkers
- 2014 — Нестримні 3 / The Expendables 3
- 2015 — Хроніки тунелю Майя / Chronicles of the Mayan Tunnel
- 2015 — Гравець / The Player (TV series)
- 2015 — Чірак / Chi-Raq
- 2017 — Згадати все: викрадення / The Recall
- 2017 — Відсіч / Armed Response
- 2019 — Моє ім'я Долемайт / Dolemite Is My Name
- 2020 — Поїздка до Америки 2 / Coming 2 America
- 2020 — Cut throat city 2020
- 2021 — Правдива історія / True Story
- 2024 — Дедпул і Росомаха / Deadpool & Wolverine

## Нагороди та номінації
| Нагорода                                      | Категорія                                       | Назва                                               | Результат |
| --------------------------------------------- | ----------------------------------------------- | --------------------------------------------------- | --------- |
| Кінонагорода MTV                              | Найкращий бій                                   | Блейд                                               | Номінація |
| Кінонагорода MTV                              | Найкращий злодій                                | Руйнівник / Demolition Man                          | Номінація |
| Кінонагорода MTV                              | Найкращий екранний дует                         | Білі люди не вміють стрибати / White Men Can't Jump | Номінація |
| Кінонагорода MTV                              | Найкращий злодій                                | Нью-Джек-Сіті / New Jack City                       | Номінація |
| Кінонагорода MTV                              | Найкращий поцілунок                             | Білі люди не вміють стрибати / White Men Can't Jump | Номінація |
| Венеційський кінофестиваль                    | Кубок Вольпі за найкращу чоловічу роль          | Побачення на одну ніч / One night stand             | Перемога  |
| Голлівудська Алея Слави                       | 7020 Hollywood Blvd                             | себе                                                |           |
| Незалежний дух                                | Найкращий актор другого плану                   | Танець на воді / The Waterdance                     | Номінація |
| Image Awards                                  | Найкращий актор у телефільмі або міні-серіал    | Американська мрія / America's Dream                 | Перемога  |
| Image Awards                                  | Найкращий актор в кінофільмі                    | Нью-Джек-Сіті / New Jack City                       | Перемога  |
| CableACE Awards                               | Найкращий актор в драматичному серіалі          | В'єтнамська історія 2 / Vietnam War Story II        | Перемога  |
| Blockbuster Entertainment Awards              | Улюблений дует — бойовик / пригоди              | Слуги закону / U.S. Marshals                        | Номінація |
| Blockbuster Entertainment Awards              | Улюблений актор — жахи                          | Блейд / Blade                                       | Перемога  |
| Black Reel Awards                             | Найкращий актор                                 | Обговоренню не підлягає / Undisputed                | Номінація |
| Black Reel Awards                             | Найкращий актор                                 | Зникаючий /Disappearing Acts                        | Номінація |
| WorldFest-Houston International Film Festival | Золотий спеціальний приз журі — Найкращий актор | Танець на воді / The Waterdance                     | Перемога  |